# La Tendresse
La Tendresse és una pel·lícula belga de comèdia dirigida per Marion Hänsel, estrenada l'any 2013. Va presentar-se al Festival de cinema de Sydney 2013, selecció « Features »

## Argument
Després d'una separació de quinze anys, Frans i Lisa es troben al capçal del seu fill Jack, hospitalitzat als Alps després d'un greu accident d'esquí. Dos dies que hauran de passar junts, demanant-se si, després de quinze anys, l'última cosa que tenen en comú no és pas el seu fill...Quins sentiments guardarà l'un amb l'altre; indiferència, rancor, gelosia? O per contra simpatia, amistat i fins i tot amor?

## Repartiment
- Marilyne Canto: Lise
- Olivier Gourmet: Frans
- Adrien Jolivet: Jack
- Margaux Chatelier: Alison
- Sergi López: Léo, el mariner
- Hilde Heijnen: Antje
- Romà David: Clément
- Dean Mechemache: Rachid
- Sylvain Zind: Sylvain
- Valérie Gil: Yvette
- Jérôme Fonlupt: Hervé
- Justine Bosco: Lucie
- Mehdi Senoussi: Saïd
- Gwen Berrou: la dona de neteja de la gasolinera
- Jean-Marc Michelangeli: el metge cirurgià
- Yaëlle Steinmann: la infermera
- Clara Charré: el recepcionista a l'hospital
- Patrick Massieu: el xofer de camió al peatge